# Duke of Cambridge

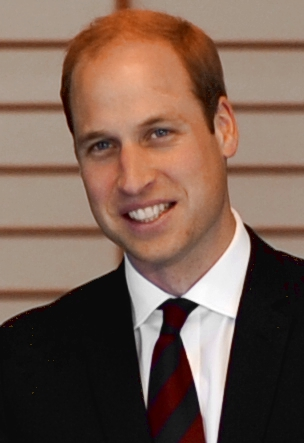
William, Duke of Cambridge, 2015

Wappen des William, Duke of Cambridge

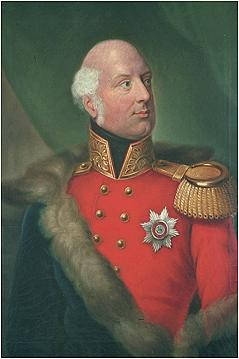
Adolphus Frederick, 1. Duke of Cambridge

Duke of Cambridge (Herzog von Cambridge) ist ein nach der Stadt Cambridge benannter erblicher britischer Adelstitel, der regelmäßig an jüngere Mitglieder der königlichen Familie verliehen wurde.

## Verleihungen
Der Titel wurde erstmals 1660 dem ältesten Sohn von James, Duke of York (später König Jakob II.) und dessen erster Frau Anne Hyde, Charles Stuart (1660–1661), verliehen. Ein formeller Verleihungsakt fand jedoch nicht statt, zumal dieser nur sieben Monate nach der Geburt starb. Die erste „wirkliche“ Verleihung in der Peerage of England erfolgte am 23. August 1664 an den jüngeren Bruder von Charles, James Stuart (1663–1667), zusammen mit den nachgeordneten Titeln Earl of Cambridge und Baron Dauntsey. Jakob starb im Alter von vier Jahren und der Titel erlosch. Er wurde erneut am 7. Oktober 1667 verliehen an Edgar Stuart (1667–1671), vierter Sohn des Duke of York, zusammen mit den nachgeordneten Titeln Earl of Cambridge und Baron Dauntsey. Edgar starb ebenfalls jung und der Titel erlosch wieder.
Als Nächstes wurde der Titel dem ältesten Sohn aus der zweiten Ehe des Duke of York mit Maria Beatrix von Modena, Charles Stuart (1677–1677), verliehen. Weil Charles im Alter von nur einem Monat starb, fand keine formelle Verleihung statt.
In dritter Verleihung wurde der Titel am 9. November 1706 Georg August (später König Georg II.), Sohn von Georg Ludwig, Kronprinz von Hannover und Herzog von Braunschweig-Lüneburg (später König Georg I.). Zusammen mit dem Duketitel wurden ihm die nachgeordneten Titel Marquess of Cambridge, Earl of Milford Haven, Viscount Northallerton und Baron Tewkesbury verliehen. Als Georg August seinem Vater am 11. Juni 1727 als Georg II. auf den britischen Thron folgte, erloschen seine Titel durch Verschmelzen mit der Krone.
Die nächste Verleihung fand in der Peerage of the United Kingdom statt und erfolgte am 27. November 1801 an Adolphus Frederick, siebter Sohn des Königs Georg III. Zusammen mit der Dukewürde wurden ihm die nachgeordneten Titel Earl of Tipperary und Baron Culloden verliehen. Nach seinem Tod gingen die Titel auf seinen Sohn George über. Als dieser am 17. März 1904 ohne legitime Erben starb, erloschen die Titel.
Anlässlich seiner Trauung mit Kate Middleton am 29. April 2011 wurde verkündet, dass der Titel in fünfter Verleihung in der Peerage of the United Kingdom Prince William, dem ältesten Sohn des Thronfolgers Prince Charles, verliehen werden solle, nunmehr mit den nachgeordneten Titeln Earl of Strathearn und Baron Carrickfergus. Die amtliche Verleihung der Titel erfolgte durch Letters Patent am 26. Mai 2011.

## Liste der Dukes of Cambridge

### Dukes of Cambridge, erste Verleihung (1664)
- James Stuart, Duke of Cambridge (1663–1667)

### Dukes of Cambridge, zweite Verleihung (1667)
- Edgar Stuart, Duke of Cambridge (1667–1671)

### Dukes of Cambridge, dritte Verleihung (1706)
- George Augustus, Duke of Cambridge (1683–1760) (wurde 1727 als Georg II. König)

### Dukes of Cambridge, vierte Verleihung (1801)
- Adolphus Frederick, 1. Duke of Cambridge (1774–1850)
- George, 2. Duke of Cambridge (1819–1904)

### Dukes of Cambridge, fünfte Verleihung (2011)
- William, Prince of Wales, Duke of Cambridge (* 1982)

Titelerbe (Heir apparent) ist der älteste Sohn des aktuellen Titelinhabers, Prince George of Wales (* 2013).